# Therioherpeton
Therioherpeton — це вимерлий рід дрібних м'ясоїдних цинодонтів, що належали до клади Prozostrodontia, які мешкали на території сучасної Бразилії в пізньому тріасі. Типовим видом є Therioherpeton cargnini. Його назвали в 1975 році палеонтологи Хосе Бонапарт і Маріо Коста Барберена на основі останків, зібраних у зоні скупчення гіперодапедонів у формації Санта-Марія в басейні Парани.